# بيلي براون (ممثل)
بيلي براون (بالإنجليزية: Billy Brown) هو ممثل أمريكي، ولد في 30 أكتوبر 1970 بإنغليووود في الولايات المتحدة. بدأ مشواره المهني سنة 1993.

## أعمال

### أفلام
- (2008) كلوفرفيلد[4]
- (2009) سباق إلى جبل ساحرة[5]
- (2009) ستار تريك[6][7][8]
- (2018) ماري الفخورة

### مسلسلات
- أبناء الفوضى[9]

- كيف تفلت بجريمة قتل[10]

## وصلات خارجية
- بيلي براون على موقع IMDb (الإنجليزية)
- بيلي براون على موقع ديسكوغز (الإنجليزية)
- بيلي براون على موقع قاعدة بيانات الفيلم (الإنجليزية)